# تياغو سواريس
تياغو سواريس (بالبرتغالية: Thiago Soares‏) هو راقص باليه برازيلي، ولد في 18 مايو 1981 في ريو دي جانيرو في البرازيل.